# Mokoma
I Mokoma sono un gruppo musicale thrash metal finlandese. Originari di Lappeenranta, hanno raggiunto con gli album Kuoleman laulukunnaat del 2006 e Luihin ja ytimiin del 2007 il primo posto nelle classifiche di vendita in Finlandia. I testi delle loro canzoni sono esclusivamente in finlandese.

## Storia
Il gruppo si è formato nel 1996 per opera del cantante e front-man Marko Annala. Nel 1997, dopo aver inciso un primo demo, il gruppo firmò un contratto con la casa discografica EMI, sotto la cui etichetta pubblicò i primi due album: Valu (1999) e Mokoman 120 päivää (2001), entrambi di genere rock tradizionale, nessuno dei quali fu un grande successo.
Gli scarsi incassi, insieme con la volontà della band (principalmente di Annala) di disporre di una maggiore libertà artistica, spinsero il gruppo a creare una propria etichetta indipendente, la Sakara Records. Con questa venne pubblicato il loro terzo album, Kurimus (2003), il primo con sonorità interamente thrash metal.
A Kurimos seguirono altri tre dischi: Tämän maailman ruhtinaan hovi (2004) e Kuoleman laulukunnaat (2006), entrambi un buon successo in patria, e Luihin ja ytimiin (2007), oltre ai due EP Punainen kukko e Viides vuodenaika.
La formazione del gruppo è cambiata numerose volte nel corso degli anni: Marko Annala è l'unico membro originario dalla fondazione del gruppo.

## Formazione

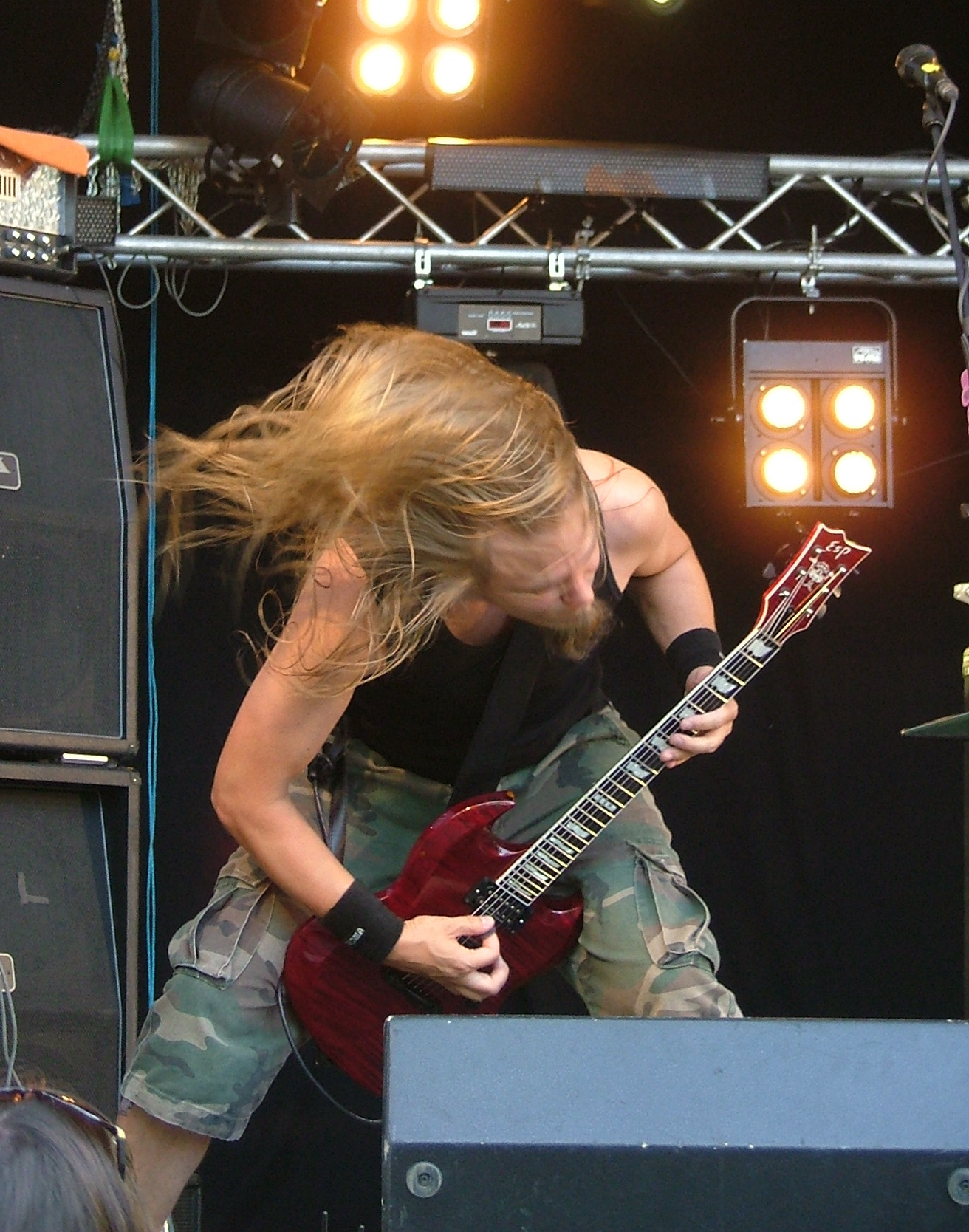
Il chitarrista Tuomo Sikkonen nel 2008

- Marko Annala - voce e chitarra, membro fondatore
- Tuomo Saikkonen - chitarra e voce (1997-presente)
- Kuisma Aalto - chitarra e voce (1997-presente)
- Janne Hyrkäs - batteria (2000-presente)
- Santtu Hämäläinen - basso (2004-presente)

### Ex componenti
- Heikki Kärkkäinen - basso (1997-2004)
- Janne Hynynen - batteria (1997-1999)
- Roope Laasonen - tastiera (1997)
- Juhana Rantala - batteria (1999)
- Raikko Törönen - batteria (1999)
- Mikko Ruokonen - batteria (1999)

## Discografia

### Album studio
- 1999 - Valu
- 2001 - Mokoman 120 päivää
- 2003 - Kurimus
- 2004 - Tämän maailman ruhtinaan hovi
- 2006 - Kuoleman laulukunnaat
- 2007 - Luihin ja ytimiin

### EP / singoli
- 1999 - Kasvan
- 1999 - Perspektiivi
- 2001 - Seitsemän sinetin takana
- 2001 - Rajapyykki
- 2003 - Takatalvi
- 2003 - Punainen kukko (EP)
- 2004 - Hiljaisuuden julistaja
- 2006 - Viides vuodenaika (EP)
- 2007 - Nujerra ihminen

### Collaborazioni
- 2010 - Sarvet esiin (con Petri Nygård)

### DVD
- 2004 - Mokoma DVD - Mäntit tien päällä
- 2007 - Sakara Tour 2006